# El Tossal (Avià)
El Tossal és una muntanya de 702 metres que es troba al municipi d'Avià, a la comarca catalana del Berguedà. Concretament, la trobem al bell mig de la mateixa població berguedana, conformant el parc del Tossal.